# Dendrosotinus gratus
Dendrosotinus gratus är en stekelart som beskrevs av Sergey A. Belokobylskij 1992. Dendrosotinus gratus ingår i släktet Dendrosotinus och familjen bracksteklar. Inga underarter finns listade i Catalogue of Life.